# 1279 Uganda
1279 Uganda eller 1933 LB är en asteroid i huvudbältet som upptäcktes 15 juli 1933 av den sydafrikanske astronomen Cyril V. Jackson i Johannesburg. Det har fått sitt namn efter det afrikanska landet Uganda.
Asteroiden har en diameter på ungefär 6 kilometer.